# Герб Куртамышского района
Герб Куртамышского района Курганской области Российской Федерации — опознавательно-правовой знак.
Герб утверждён решением Куртамышской районной Думы от 16 июля 2009 года № 62. Решением Куртамышской районной Думы от 26 августа 2010 года № 44 внесены изменения в решение Куртамышской районной Думы от 16 июля 2009 года  № 62 «О гербе Куртамышского района Курганской области»

## Описание
«В зеленом поле с волнистой серебряной оконечностью золотой цветок, сердцевина и каждые из лепестков которого – правильные шестиугольники, тонко окантованные червленью (красным), окруженный по сторонам и внизу венком из шести золотых хлебных колосьев, по три с каждой стороны от цветка, разложенных веерообразно. ».

## Символика
Волнистое изображение оконечности зелёного поля – символ того, что название района связано с названием реки Куртамыш; 
- серебряная оконечность символизирует обилие в районе рек и озёр;
- цветок, олицетворяющий пчелиные соты, подчёркивает тюркское значение слова «Куртамыш» – «пчелиное место» и символизирует трудолюбие жителей района, богатство, уважение, щедрость и плодородие Куртамышской земли;
- золотые пшеничные колосья указывают на основу экономического развития района - сельское хозяйство[3].